# Большие Чучевичи
Большие Чучевичи (бел. Вялікія Чучавічы) — агрогородок на юго-западе в Лунинецком районе Брестской области Беларуси. Является административным центром Чучевичского сельсовета. Население — 1609 человек (2019).

## География
Большие Чучевичи находятся в 35 км к северу от города Лунинец и в 35 км к юго-востоку от города Ганцевичи близ границы с Ганцевичским районом. Севернее села находится обширный заболоченный лесной массив, южнее — сеть мелиоративных каналов со стоком в реку Смердь (бассейн Днепра). Местные автодороги ведут в соседние деревни Боровики, Малые Чучевичи и Велута.

## Геральдика
Герб учреждён Указом Президента Республики Беларусь от 2 декабря 2008 года № 659 и зарегистрирован в Государственном геральдическом регистре Республики Беларусь 23 января 2009 года № Б-144.

## История
Поселение впервые упомянуто в 1557 году. Деревня входила в состав Пинского повета Берестейского воеводства Великого княжества Литовского, после второго раздела Речи Посполитой (1793) Чучевичи в составе Российской империи.
В 1851 году в центре деревни построена деревянная Покровская церковь (сохранилась). По данным на 1886 год в селе 58 дворов, жителей — 530, волостной центр.
В 1905—1908 годах через Большие Чучевичи прошла лесовозная узкоколейная железная дорога. Разобрана в 1987—1991 годах.
Согласно Рижскому мирному договору (1921) деревня вошла в состав межвоенной Польши, принадлежала Лунинецкому повяту Полесского воеводства. С 1939 года — в БССР.

## Культура
- Дом культуры
- Музей ГУО "Большечучевичская средняя школа"

## Достопримечательности
- Православная Покровская церковь. Построена из дерева в 1846—1851 годах. В 1908 году пристроена колокольня. Памятник архитектуры, включена в Государственный список историко-культурных ценностей Республики Беларусь[8][9] —  Историко-культурная ценность Республики Беларусь, шифр 113Г000456
- Братская могила советских воинов и партизан. Похоронены 49 бойцов, в 1957 году установлен памятник в виде скульптуры солдата[6].
- Могила партизанки А. Романенко[6].

### Памятник, скульптура
- Памятник В. И. Ленину

## Галерея

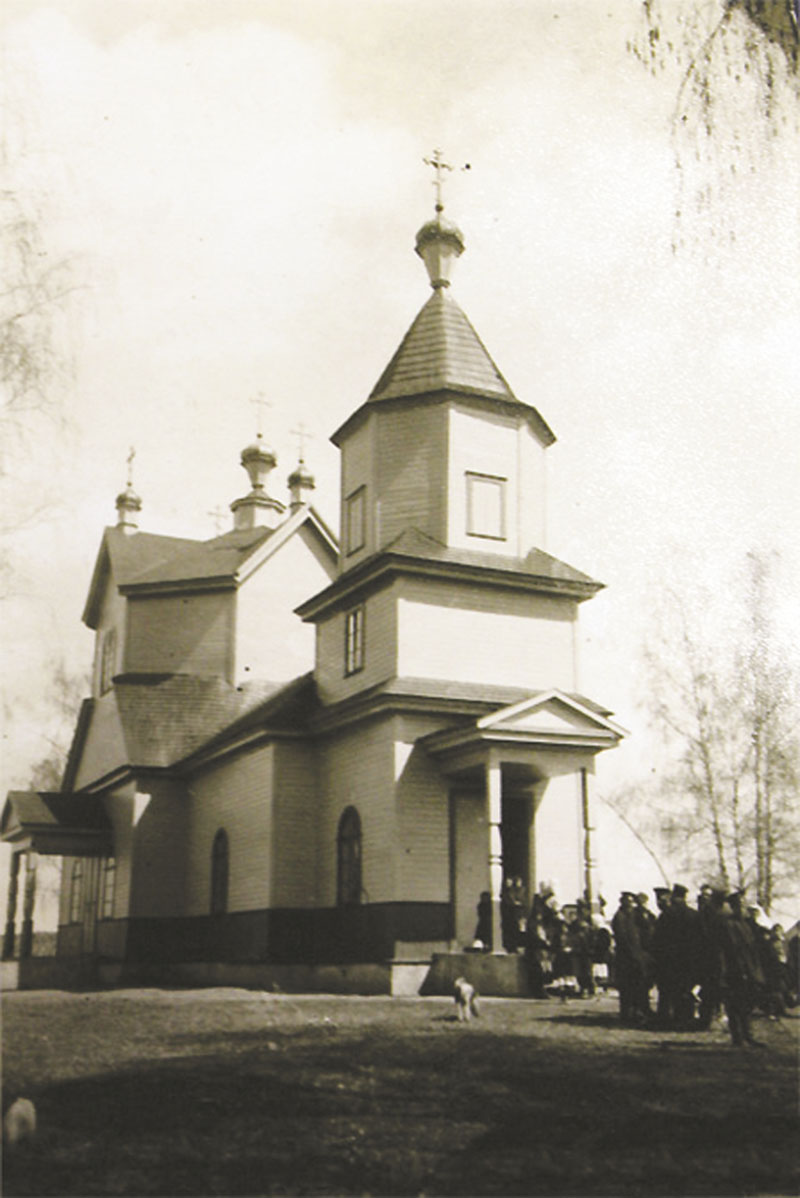
Покровская церковь на фото 1910 года
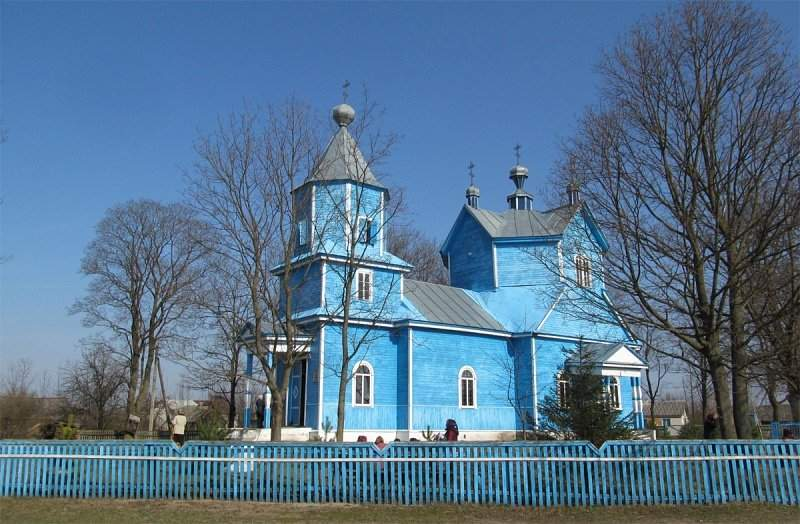
Покровская церковь
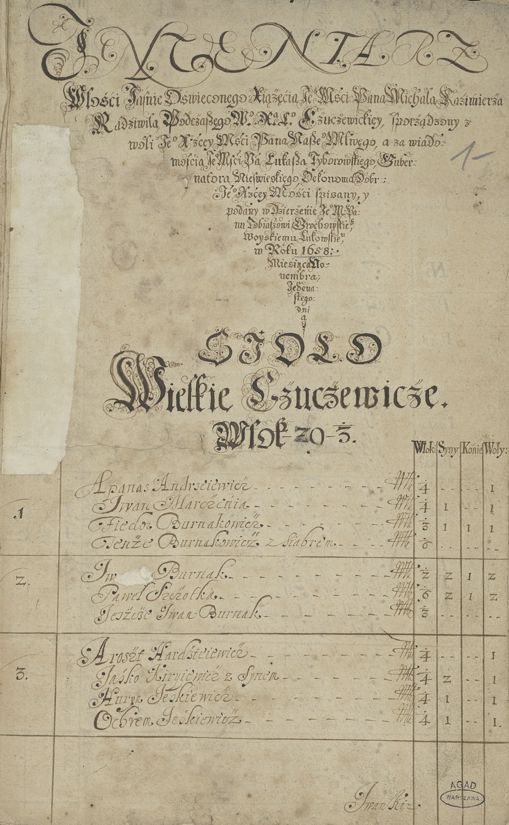
Первая страница инвентаря села Чучевичи за 1658 год